# Théodore Vignes
Pour les articles homonymes, voir Vignes.
Théodore Vignes, né le 4 août 1812 à Pamiers (Ariège) et mort le 8 septembre 1877 à Pamiers, est un homme politique français.

## Biographie
Avocat à Toulouse puis à Pamiers et aussi agriculteur, il est sous commissaire du gouvernement à Pamiers après la Révolution française de 1848. Il est député de l'Ariège de 1848 à 1851, siégeant à la Montagne, à l'extrême gauche. Après le 4 septembre 1870, il est sous-préfet de Pamiers. Il est conseiller général en 1871 et député de l'Ariège de 1876 à 1877, siégeant à gauche. Il est l'un des 363 qui refusent la confiance au gouvernement de Broglie, le 16 mai 1877.
Thédore Vignes meurt le 8 septembre 1877 à Pamiers  et repose au cimetière de La Tour du Crieu.